# Kolkedja
Kolkedja är ett samlingsnamn på de molekyler där basen eller “skelettet” är kolatomer, alltså en rad kolatomer som är bundna till varandra genom enkel-, dubbel- eller trippelbindning. Dess form kan både vara ogrenad, förgrenad och cyklisk.

## Kolets egenskaper
En kolatom har fyra bindningar, med 109º mellan var bindning, som alla utnyttjas i normalfallen, vilket betyder att man kan skapa många olika kombinationer och  långa kolkedjor. Beroende på hur lång kedjan är, och vilka ämnen den innehåller så har den olika egenskaper, som till exempel olika kok- och fryspunkter. Ju kortare en kolkedja är, desto lägre kokpunkt har ämnet, detta betyder att en kort kolkedja är i gasform i rumstemperatur medan en längre kolkedja är i flytande form vid samma temperatur. 

## Namngivning av kolkedjor
Vid namngivning av en kolkedja följer man vissa mönster. Är det endast en kolatom börjar den på “met”, som i metan eller metanol. Är det två kolatomer börjar de på “et” som i etan eller etanol, sedan följer det i ordningen med: “prop, but, pent, hex, hept, okt, non, dek” Vad som sedan följer i namnet beror på hur molekylen ser ut. Beroende på om det är en alkan, alken eller alkyn så blir ändelsen “an, en eller yn”. Har molekylen en OH-grupp slutar namnet på “ol”, är den cyklisk börjar namnet med “cyklo”. 

## Ogrenad kolkedja
En kolkedja kan bestå av allt ifrån en kolatom, till en lång kedja på över 30 kolatomer, så länge inga kolatomer avviker från denna raka kedja är den så kallat ogrenad.

## Förgrenad kolkedja
Utöver den långa kedjan med kolatomer kan det även vara kolatomer som avviker mitt i kedjan. Är fallet att denna kolatom är bunden till tre väteatomer så kallas det en metylgrupp. Skulle det vara två kolatomer och fem väteatomer så kallas den för en etylgrupp, sedan propyder allt så man kan göra det får den alltså en ringform, dock är den inte rund. Om det är tre kolatomer får den ju en form av en triangel, vinklarna i denna “triangel” är då 60º, vilket är väldigt instabilt eftersom kolatomerna vill ha 109º, av denna anledning sönderfaller denna molekyl väldigt snabbt och finns inte naturligt. 
Skulle det istället vara fler kolatomer så att vinklarna mellan dem är nära 109º skulle detta betyda att molekylen kan finnas i naturen, molekylen cyklohexan lyckas med detta.